# Richard búcsút mond
A Richard búcsút mond (eredeti cím: The Professor, alternatív cím: Richard Says Goodbye) 2018-ban bemutatott amerikai vígjáték-drámafilm, melynek forgatókönyvírója és rendezője Wayne Roberts.
A főszerepben Johnny Depp, Rosemarie DeWitt,  Danny Huston, Zoey Deutch, Ron Livingston és Odessa Young látható.
Világpremierje 2018. október 5-én volt a Zürichi Filmfesztiválon. A Saban Films forgalmazásában 2019. május 17-én került a mozikba, Magyarországon DVD-n jelent meg szinkronizálva.
Egy főiskolai tanár a rákdiagnózisa után őszintébbé válik a családjával és a környezetével szemben.

## Cselekmény
Richard Brown főiskolai angolprofesszor az orvosa rendelőjében van, és szomorú híreket kap az egészségével kapcsolatban. Előrehaladott stádiumú rákja van a tüdejében, amely halálos következményekkel terjedt el az egész testében. Az orvos hat hónapra teszi a várható élettartamát kezelés nélkül, ami agresszív és fájdalmas rákkezeléssel 12-18 hónapra hosszabbodhat. Richardot lesújtja a hír, önmaga elleni verbális tirádákba kezd, és úgy járkál a városban és az egyetemen, mintha érzelmi kábulatban lenne.
Hazaérve vacsorára, Richard úgy dönt, hogy elmondja feleségének, Veronicának és egyetlen lányának, Oliviának a rossz hírt, és felkészíti őket a lehető legrosszabb kimenetelre. A vacsorai beszélgetés azonban váratlan fordulatot vesz. A lánya bejelenti, hogy leszbikus, és hogy szeretője van. Veronica elhessegeti a lányát, mintha csak egy fázison menne keresztül, aminek hatására Olivia kiviharzik az ebédlőből, feldúltan az anyja támogatásának hiánya miatt. Richard kapcsolata a feleségével zaklatott és gyötrelmes. Veronica szembesíti Richardot azzal, hogy rossz férj volt, és hogy szeretőt fogadott magának, annak a főiskolának a dékánját, ahol Richard az angol tanszéken tanít az állandó tantestület tagjaként. Mivel a vacsoraasztalnál mindenki összeveszett, Richardnak nem jut ideje arra, hogy orvosi jelentést tegyen a válsághelyzetéről; amikor Veronica megkérdezi tőle, mit akart mondani, azt mondja, hogy aggódott, hogy túlsütötte a steak-et.
Másnap az egyetemen Richard a diákoknak arról kezd beszélni, hogy az életet a lehető legteljesebb mértékben kell élni. Kritizál számos sztereotípiát, amit felületesen megfigyel az osztályteremben, és elkezdi kigyomlálni azokat a diákokat, akik szerinte csak azért vannak ott, hogy könnyű jó jegyeket kapjanak, vagy egyébként előnyöket keresnek a barátságos tanári karon. Miután a potenciális osztálytermi hallgatók több mint fele elhagyja az órát, mivel nem érdekli őket, Richardnak marad a diákok egy csoportja, akiket vonzani látszik az ő egyenes beszédének unortodox változata. A megmaradt diákok között van a főiskola dékánjának unokahúga, aki úgy tűnik, csodálja Richardot a nagybátyjával való minden különbsége ellenére, mivel mindketten, Richard és a nagybátyja, különböző tanszékek tanárai.
Richard megkéri barátját, Peter Matthew-t, aki történetesen a tanszékvezetője, intézze el, hogy azonnal szabadságra mehessen. Az elnök közli vele, hogy ez ilyen rövid időn belül lehetetlen, de Richard tovább erőlteti a dolgot. Végül Richard közli vele, hogy rákban haldoklik, és nincs más lehetősége, minthogy azonnali szabadságot kérjen. Az elnök, aki Richardot közeli barátjának és kollégájának tekinti, azt mondja, hogy mindent megtesz, és megpróbálja megnyugtatni Richardot, amennyire csak tudja, némi érzelmi támogatással.
Az osztályterem Richard számára olyan hellyé válik, ahol levezetheti az élettel kapcsolatos frusztrációját, és ahol arra biztatja fiatal diákjait, hogy ne essenek bele azokba a csapdákba és téves karrierutakba, amelyeket ő maga is bejárt az életében. A diákok rendkívül fogékonyak, az egyik meleg diák füves brownie-t kínál Richardnak, és szexuális együttlétet tart Richard irodájában. A dékán unokahúga egy másik alkalommal lassú romantikus táncra hívja Richardot egy helyi klubba. Richard függősége az alkoholtól és a rekreációs drogoktól ezekben a múló napokban és hetekben, miután megkapta a rossz hírt, fokozatosan romlik. Egy alkalommal elájul, és kórházba kell szállítani extrém mámoros állapota miatt.
A diákjaihoz, majd később a kollégáihoz intézett utolsó szavaival a saját egzisztencia megragadásának fontosságát hangsúlyozza.
Rossz hírű diagnózisa után Richard képessé válik arra, hogy melegséget fejezzen ki közeli családtagjai és megmaradt barátai felé. Végre kötődik a lányához azáltal, hogy elfogadja, hogy leszbikusnak vallja magát, és sikerül legalább részben rendbe hoznia a dolgokat a feleségével egy őrjöngő és spontán drogkísérletezési epizód során a hálószobájukban. A vég azonban elkerülhetetlennek tűnik, mivel Richard nem fogadja el az orvos által javasolt lehetőséget, hogy kemoterápiával meghosszabbítsa életét egyetlen évvel, és Richard úgy dönt, hogy elhagyja otthonát és családját a végső szabadsága idejére, amelyet végül a főiskolája hagyott jóvá. Richard úgy dönt, hogy a kevésbé járt utat választja egyedül, az autójával és a kutyájával, hogy ne legyen teher a feleségének és a lányának élete utolsó hónapjaiban, amikor a rákja rohamosan előrehalad.

## Szereplők
- Johnny Depp – Richard Brown (Király Attila)
- Rosemarie DeWitt – Veronica Sinclair-Brown
- Odessa Young – Olivia Brown
- Danny Huston – Peter Matthew
- Zoey Deutch – Claire
- Devon Terrell – Danny Albright
- Ron Livingston – Henry Wright
- Siobhan Fallon Hogan – Donna
- Linda Emond – Barbara Matthew
- Matreya Scarrwener – Rose
- Paloma Kwiatkowski – egy tanuló
- Kaitlyn Bernard – Taylor
- Michael Kopsa – Richard orvosa

## Filmkészítés
2017. május 8-án bejelentették, hogy Johnny Depp a Richard búcsút mond című vígjáték-drámafilm főszereplője lesz egy főiskolai professzor címszerepében, amelyet Wayne Roberts írt és rendezett, a Katie búcsút int című debütáló filmje után, amelyet az IM Global finanszírozott. Brian Kavanaugh Jones az Automatik Entertainment nevű cégén keresztül az IM Globallal közreműködő Greg Shapiróval közösen készítette a filmet. 2017. július 20-án Zoey Deutch szerepet kapott a filmben a professzor egyik diákjának szerepében. A főszereplők többi tagját 2017. július 25-én jelentették be, köztük: Danny Huston, Rosemarie DeWitt, Devon Terrell és Odessa Young. A hírek szerint a filmet az IM Global és a Cirrina Studios társfinanszírozta, a Leeding Media pedig további finanszírozást nyújtott.
A film forgatása 2017. július 25-én kezdődött Vancouverben.

## Megjelenés
A film világpremierje 2018. október 5-én volt a Zürichi Filmfesztiválon. Ezt megelőzően a Saban Films és a DirecTV Cinema szerezte meg a film forgalmazási jogait. 2019. május 17-én jelent meg.

## Fordítás
- Ez a szócikk részben vagy egészben  a   The Professor (2018 film) című angol Wikipédia-szócikk fordításán alapul.  Az eredeti cikk szerkesztőit annak laptörténete sorolja fel. Ez a jelzés csupán a megfogalmazás eredetét és a szerzői jogokat jelzi, nem szolgál a cikkben szereplő információk forrásmegjelöléseként.